# Wacław Kulczyński
Wacław Kulczyński (ur. 23 września 1935 w Poznaniu, zm. 18 stycznia 2016) – polski działacz partyjny i państwowy, I sekretarz KM PZPR w Żyrardowie, podsekretarz stanu w Ministerstwie Administracji i Gospodarki Przestrzennej (1983–1985) oraz Ministerstwie Ochrony Środowiska i Zasobów Naturalnych (1988–1989).

## Życiorys
Syn Stanisława i Janiny. Ukończył studia magisterskie, okazjonalnie publikował w prasie. W 1961 wstąpił do Polskiej Zjednoczonej Partii Robotniczej. Pełnił funkcję sekretarza i I sekretarza (1969–1971) Komitetu Miejskiego PZPR w Żyrardowie, następnie kierownika Wydziału Budowlanego Komitetu Warszawskiego PZPR (1971–1973). Przeszedł do pracy w Komitecie Centralnym jako starszy inspektor Wydziału Przemysłu Ciężkiego, Transportu i Budownictwa, następnie zastępca kierownika Wydziału Przemysłu, Budownictwa i Transportu (1980–1981) i Wydziału Ekonomicznego (1981–1983).
Zajmował stanowiska podsekretarza stanu w resortach administracji i gospodarki przestrzennej (grudzień 1983 – listopad 1985) oraz ochrony środowiska i zasobów naturalnych (styczeń 1988 – wrzesień 1989, jako I zastępca ministra). Był dyrektorem generalnym Ministerstwa Ochrony Środowiska i Zasobów Naturalnych (wrzesień 1985 – styczeń 1988, wrzesień–grudzień 1989) oraz Ministerstwie Ochrony Środowiska, Zasobów Naturalnych i Leśnictwa (styczeń – luty 1990). Uczestniczył w obradach podstolika ekologicznego Okrągłego Stołu po stronie rządowej. Pełnił funkcję dyrektora departamentu w Banku Ochrony Środowiska.
Był żonaty z Barbarą.